# 모리시타 요시유키
모리시타 요시유키(Yoshiyuki Morishita, 1962년 12월 4일 ~ )는 일본의 배우, 텔레비전 배우이다.

## 방송
- 프리즌 호텔
- 가면라이더 고스트
- 온나미치
- 변신 인터뷰어의 우울
- 여기가 소문의 엘・파라시오

## 영화
- 오 마이 좀비! (2016년)
- 심야식당 4 (2016년)
- 골든 오케스트라! (2016년)
- 가면라이더 고스트 (2015년)
- 변신 인터뷰어의 우울 (2013년)
- 몬스터 (2013년)
- 오레 오레 (2013년)
- 테르마이 로마이 (2012년) - 우지노 역
- 더 워프트 포레스트 (2011년)
- 딱따구리와 비 (2011년) - 요시오카 역
- 간주남 간주녀 (2010년)
- 가족 X (2010년) - 코바야시 역
- 레드라인 (2010년)
- 인스턴트 늪 (2009년)
- 기묘한 이야기 2009 봄 특별편 (2009년)
- 라라피포 (2009년)
- 바보 바캉스 (2008년)
- 소름 3 (2008년)
- 노래혼 (2008년)
- 해피 플라이트 (2008년)
- 실종 홀리데이 (2007년)
- 케코 가면: 로얄 (2007년)
- 엑스 클로스 - 마경전설 (2007년)
- 클리어니스 (2007년)
- 토미에 - 비기닝 (2005년) - 타카기 역
- 도쿄 좀비 (2005년)
- 스크랩 헤븐 (2005년)
- 거북이는 의외로 빨리 헤엄친다 (2005년) - 마나카 가게 주인 역
- 팔묘촌 (2004년)
- 일상공포극장 - 오모히노타마 (2004년)
- 그루지 (2004년)
- 69 식스티 나인 (2004년)
- 돌아왔다! 형사 축제 (2003년)
- 조제, 호랑이 그리고 물고기들 (2003년) - 이웃 역
- 밝은 미래 (2003년)
- 파코 픽션 (2002년)
- 보더 라인 (2002년)
- 카타쿠리가의 행복 (2001년)
- 이치 더 킬러 (2001년)
- 카카시 (2001년)
- 세븐스 페이스 (2000년) - 미야오카 역
- 와일드 제로 (2000년)